# Sobremonestero
Sobremonestero és una serra situada en el límit del terme municipal de la Torre de Cabdella, a la comarca del Pallars Jussà, dins de l'antic terme primigeni de la Torre de Cabdella, i el d'Espot, al Pallars Sobirà.
Està situada al nord del terme municipal de la Torre de Cabdella, i al sud-oest del d'Espot. És la serra que forma la major part de la part de llevant de la capçalera del primer dels dos termes esmentats, i és just a llevant dels estanys Morto, de Cubieso i de Castieso.
El límit sud-est de la serra és el Pic de Mar, de 2.841,9 m. alt. Més al nord-oest del Pic de Mar hi ha el Pic de Sobremonestero, de 2.879,6, i el límit nord-oest està constituït pel Pic Morto, de 2.902.